# Nemesis 3 – Die Entscheidung
Nemesis 3 – Die Entscheidung (Originaltitel: Nemesis III: Prey Harder) ist ein US-amerikanischer Actionfilm mit Science-Fiction-Elementen von Albert Pyun. Der 1996 veröffentlichte direkt auf Video veröffentlichte Film ist die zweite Fortsetzung zu Nemesis (1992) und die direkte Fortsetzung zu Nemesis 2 – Die Vergeltung (1995).

## Handlung
Nachdem der Cyborg Nebula im zweiten Teil versagt hatte, schicken die Cyborgs den Killerroboter Farnsworth 2 (eine Weiterentwicklung des Gegners im ersten Teil), um Alex zu finden.
Alex erwacht in der Wüste, hat jedoch ihr Gedächtnis verloren. Nach einem kurzen Fußmarsch trifft sie auf Farnsworth 2, der sich als Freund ausgibt und sie versucht zu untersuchen. Durch die Erinnerungsfetzen kommt sie ihm allerdings auf die Schliche und kann ihn niederstrecken. In einer Rückblende erinnert sie sich an die vorangegangenen Ereignisse:
Die Menschen haben eine Schwester von ihr in die Vergangenheit geschickt, um sie zurück in die Zukunft zu bringen. In Alex’ DNA findet sich der Schlüssel, um die Cyborgs zu stoppen. Jedoch wird ihre Schwester von mehreren Cyborgs gefangen genommen. Auf sich alleine gestellt, versucht sie in der Wüste von Ostafrika ihre Schwester zu befreien. Das Land steckt jedoch mitten in einem Bürgerkrieg. Auf ihrer Suche trifft sie den Söldner Edson und den nach einem Schuss in den Kopf geistig retardierten ehemaligen Kriegshelden Johnny. Beide helfen ihr, nach ihrer Schwester zu suchen, werden jedoch von den Cyborgs gefangen genommen.
Schließlich gelingt es Alex die beiden zu befreien, doch Farnsworth schickt ihnen eine Drohne hinterher, der ihr Gefährt zerstört. Hier setzt Alex’ Erinnerung wieder aus, und sie weiß nicht, was mit ihren Gefährten passiert ist. Die Antworten liegen in der Zukunft.
Der Film endet mit einem Ausblick auf Teil 4.

## Hintergrund
Teil 2 und 3 wurden jeweils an den gleichen Schauplätzen in Globe und Miami, Arizona gedreht. Mit Tim Thomerson ist außerdem ein Schauspieler aus dem ersten Teil zu sehen.

## Veröffentlichung
Wie der Vorgänger wurde Nemesis 3 als Direct-to-Video-Produktion veröffentlicht. In den USA erschien er am 18. Juni 1996, in Deutschland bereits am 6. Februar des gleichen Jahres. Auf DVD wurde der Film im deutschsprachigen Raum nur im Rahmen der Nemesis-Box von Astro Distribution veröffentlicht. Ebenfalls von Astro wurde eine Laserdisc des Films veröffentlicht.

## Kritik
Der Film wurde, wie bereits der Vorgänger, von der Kritik als Schund eingestuft. Insbesondere die dilettantischen Computereffekte, die seltsame Form der Rückblendenerzählung (mit Ausschnitten aus den zwei Vorgängerfilme) und die langweiligen Actionszenen wurden hervorgehoben.

„Nemesis 1 war nach noch recht erträglich, aber Teil 2 und 3 sind der absolute Schund, wobei Teil 3 sich auch noch erdreistet, zu mindestens einem Drittel aus Rückblenden zu Teil 2 zu bestehen. Teil 2 und 3 würden übrigens in einem Zuge parallel verfilmt, was man auch definitiv bemerkt. Zu allem Überfluß gibt es auch noch einen vierten Teil. Furchtbar!!!“

„Eine fadenscheinige Filmfortsetzung, die keine Geschichte zu erzählen hat, sondern absurde Actionszenen zu einem Filmversuch addiert. Mittels einer verschachtelten Erzähltechnik soll das Interesse an diesem Film gesteigert werden, doch der nervtötende Soundtrack und die untalentierten Darsteller lassen nur Ärger aufkommen.“